# 사랑의 풍차
《사랑의 풍차》는 1991년 12월 15일부터 1992년 3월 22일까지 방영된 SBS 일요아침드라마이다.

## 프로그램 소개
국내 TV 사상 처음으로 시도한 드라마 쇼 형태의 작품으로 매회 줄거리가 바뀌고 고정 출연자와 한 명의 게스트로 인물을 구성하는 프로그램이었다. 방영 당시 씨름 선수였던 강호동이 10화(1992년 2월 16일 방송)에 특별 출연하여 화제가 됐지만 SBS의 첫 번째 개편으로 막을 내려야 했다.

## 등장 인물

### 주연
- 이응경
- 최명길
- 김자옥
- 안정훈
- 김창완
- 김용림
- 조경환
- 남주희

### 특별 출연
- 자니 윤 (1화)
- 조병화 (3화)
- 조경철 (4화)
- 김영완 (5화)
- 김자경 (6화)
- 구지윤 (7화)
- 김용강 (8화)
- 최양락, 팽현숙 (9화)
- 강호동 (10화)